# Wyvern (オンラインゲーム)
WyvernはアメリカのGhost Track社の運営する無料のスマートフォン・タブレット向けファンタジー系MMORPGである。iOSおよびAndroid上で動作する。2011年までCabochon Technologiesが運営していた。開発者はSteve Yegge(Rhialto)。PDA版は2002年のCOMDEXで大賞を受賞している。
Wyvernの特徴はローグライクゲームのそれに始まり、タイルベースのグラフィックシステム、豊富な入力コマンド、魔法、スキル、難解なクエスト、チェスやSokobanなどのミニゲーム、探索し尽くすことのできないほど広大なマップなどである。遊び要素を含んだアイテムも多数存在する。NetHackやCrossfireから大きな影響を受けている。
日本の国旗がプリントされたTシャツや、中世の日本をモチーフとしたエリアが存在する。

## プレイヤー
プレイヤーはキャラクター作成時にプレイヤー名、種族、性別を決める。これらを変更することはできない。
以下に挙げる物は2011年以前のWyvernのものであり、サービス再開後の2019年現在のデータを反映していないことを付言する。

### 種族
Wyvernには現在8種類の種族が存在する。
- Human（人間）
平均的な能力値を持ち、スキルポイントが他の種族より多い。この種族のみ選択できる姿が複数用意され、専用イメージが用意されているギルドも存在する。
- Halfling（ハーフリング、ホビット？）
人間より力が弱く、魔法能力が高い。透明になることができ、人間と同じだけスキルポイントを獲得するが、防具は小人用のものを使う必要がある。
- Dwarf（ドワーフ）
斧の扱いに長ける。人間より力が強くHPも多いが、魔法能力は低い。
- Elf（エルフ）
エルフは人間より力が弱くHPも少ないが、射撃と魔法に長ける。エルフには以下の3つの亜種が存在
  - High elf（ハイエルフ）：透明なものを見ることができる。アーチャーギルドに加入すると射撃武器スキルに+3。
  - Dark elf（闇エルフ）：暗闇の中でもよく見通すことができる。アーチャーギルドに加入すると射撃武器スキルに+5。
  - Wood elf（森エルフ）：上の2つの能力を若干備える。
- Pixie（ピクシー）
羽の生えた妖精で、魔法能力が極めて高い代わりに肉体能力が極めて低い。防具は小人用を使う。
- Naga（ナーガ）
半人半蛇の姿をした悪魔の種族。カエルと毒蛇に変身でき、レベルが上がるにつれ、コブラ、ワニ、サーペント、ドラゴン、ヒドラに変身できるようになる。ポールアームのスキルを持っているが、変身中は素手攻撃しか行えない。形態によって装備できる防具のサイズが変わり装備に振り回されるため、使い勝手が難しい。
- Rakshasa（ラクシャサ、羅刹天？）
人型のネコの姿をした悪魔族。鋭い爪を持つため素手戦闘に大きなボーナスを持ち、専用武器として鈎爪も用意されている。さらに、かれらのみネコ風のボディランゲージが使える。以下の4つの亜種が存在する。
  - Panther（クロヒョウ型）：魔法能力がラクシャサ中もっとも高い。
  - Leopard（豹型）：素早く、跳躍の能力を持つが、この能力が制限されるマップは多い。
  - Lion（獅子型）：恐怖に対する耐性を持つ。
  - Tiger（虎型）：肉体能力が最も高い。

なお、昔は様々な動物に変身できたが、現在は変身の能力を失いネコの姿をしている者だけが存在しているという設定がある。
- Giant（巨人）
人間の倍以上の腕力と体力を誇るが、魔法能力は極めて低い。両手武器を片手で装備できるが、防具には巨人サイズのものが必要である。体が大きいため狭い場所に入れないが、体を伸縮させる能力を持つ。巨人には以下の4つの亜種が存在する。
  - Frost giant（霜の巨人）：斧の扱いに長け、高い冷気耐性を持つ。
  - Fire giant（炎の巨人）：高い火炎耐性を持つ。
  - Storm giant（嵐の巨人）：巨人の中では高い魔法能力と電撃耐性、電撃の呪文を持つ。
  - Stone giant（石の巨人）：高い石化耐性を持ち、全種族中最多のHPを持つ。鈍器の扱いに長け、宝石を鑑定するスキルを持つ。

### ギルド
Wyvernには数種類のギルドが用意されている。ギルドには排他的ギルドと非排他的ギルドがあり、排他的ギルドでは特定のスキルに特化させることができるが、他の排他的ギルドとの掛け持ちはできず、ギルドに加入するには専用のクエストをクリアしなければならない。いっぽう非排他的ギルドでは掛け持ちができ、クエストをクリアする必要もないが、ゲーム上有利になるような点はない。
排他的ギルドにはギルド経験値が存在し、ギルドの定めた一定の方法（Paladinなら剣で、Mageなら魔法など、それぞれが専門とする攻撃）でモンスターを倒すことで得られ、これが一定量溜まるとギルドレベルが上昇する。ギルドレベルが上がるにつれギルド特有の能力が上昇していき、レベル10で最高となる。この能力はギルドを脱会すると同時に全て消失する。
なお、Rangerは外套を装備できないなど、一部のギルドでは装備に制限がつく。

#### 排他的ギルド
- Archers

射撃武器専門。射撃は近接戦に向かないため、打撃スキルも若干必要となる。
- Axemans

斧専門。魔法能力にペナルティを受けるが、武器スキルのボーナスが他のギルドより多い。
- Cavemans

鈍器、素手戦闘専門。魔法能力に非常に大きなペナルティを受けるが、最高でHPが2倍になる。
- Mages（魔法使い）

魔法専門。魔法能力を強化するギルド専用アイテムが多数販売されている。
- Monks（修行僧）

素手戦闘専門。回避スキルに長けるが布製の防具（指輪などの装飾品の類いは含まれない）しか装備できないため、防具には注意が必要。このギルドに限り、ギルドの外でも専用装備を購入・拾得できる。
- Paladins

剣専門。生命の領域の魔法に長ける。装備制限は特にないが、魔法を使えば自ずと制限される。なお、ナーガとラクシャサは邪悪とみなされ加入ができない。
- Rogues（盗賊）

片刃武器専門。解錠と回避スキルに長け、Incantation（祈念）系統の魔法が多少使える。隠密性を保つため金属製の防具は装備できない。ギルドの所在地が公にされていない変わったギルド。専用装備も存在する。
- Rangers

鞭専門。空気と死の領域の魔法に長け、Conjuration（召喚）系統の魔法が主力となる。このギルドでは入会時に、打撃に重きを置いたWhipsmanになるか、召喚魔法に重きを置いたConjurerになるか選択させられる。Conjurerでは召喚したモンスターで敵を倒してもギルド経験値が手に入る。外套や金属製のグローブが装備できないなどの制限があるが、専用装備が非常に豊富である。

#### 非排他的ギルド
- Teachers（教師）

初心者を手助けするためのギルド。ボランティアのようなもので、冒険の助けにはならない。
- PlayerKillers（PK）

他のPKギルドのメンバーを倒すためのギルド。禁止された場所以外ならどこでも戦うことができる。加入時はランク1500位から始まる。他のメンバーを倒すごとにランクが上がり、倒されるごとに下がる。PKギルドメンバー以外でもPKができるエリアはいくつか設置されている（Blackrose cityの施設が代表）。

### ステータス
プレイ中の画面左下に出るプレイヤーの基本ステータス。Gold以外はゲージで表示される。
- HP（ヒットポイント）
ほぼあらゆるダメージによって減少し、0になると死亡する。時間の経過とともに回復し、その量はHealingスキルによって増えるが、回復の泉やポーションを飲んだり魔法を使えば一瞬で回復する。
- SP （スペルポイント）
いわゆるマジックポイントであり、主に魔法を使うことで減少する。やはり自然回復し、Meditationスキルによって回復量が増える。
- XP （経験値）
モンスターを倒すと増えるが、死亡すると1回につき最大10％減ってしまう。レベルシステム参照のこと。
- Food（満腹度）
時間とともに減少し、食事をすると回復する。食料は豊富にあるので困らないが、0になると混乱したような状態になり、HPとSPが回復しなくなる。
- Load（荷重）
所持品の総重量。ポンド（lb）で表され、プレイヤーの力（Strength）の数値を超えるごとに段階的に移動速度と回避率が低下し、最後は移動できなくなる。
- Gold（所持金額）
Wyvernの通貨には白金貨、金貨、銀貨があり、金貨を基本単位（gp）とする。銀行で両替でき（同じ価値の宝石と交換もできる）、ATMで預金・出金ができる。

### レベルシステム
プレイヤーはモンスターを倒すことで得られる経験値（XP）を溜めていくことによってレベルアップする。現在確認できるプレイヤーの最高レベルは33。レベルが高くなるにつれ、モンスターから得られる経験値は徐々に少なくなっていく。
レベルが上がるごとにHPとSPの最大値が一定数（種族によって異なる）上昇し、スキルポイントを3（人間とハーフリングは4）獲得する。スキルポイントを打撃、魔法スキルなどに振り分けることでキャラクターを強化していく。
レベル25に到達すると、キャラクターには「Hall of Famer（HoF）」という称号が与えられる。HoFはさらにいくつかの条件を満たすことでWizardにキャラクター用のカスタムイメージを与えられる。ただし、原則として一度与えられたイメージは変更できない。HoF用イメージは自分で用意する必要があるが、これを作成するドット絵師は少ないが存在する。

### スキルシステム
プレイヤーはレベルが上がるごとに獲得できるスキルポイントを、専門のトレーナーから習うことで好きなスキルに振り分けることができる。習得に必要な金はスキルごとに異なるが、いずれもスキルを上げるごとに高くなっていく。ギルドに加入していたり、種族特有にスキルにボーナスを持っている場合、習得コストはその分だけ安くなり、逆も然りである。なお、Untrainerの所へ行けば使ったスキルポイントを戻すことができるが、1ポイントあたり5000gpが必要となる。

### 魔法
130以上の呪文が存在し、それに見合った魔法スキルを必要とするが、それぞれの呪文書から習得できる。回復・治療を中心とするIncantation（祈念系）、モンスターなどを召喚するConjuration（召喚系）、ファイヤーボールなどを撃ち出すEvocation（投射系）、生物やアイテムに魔法の力を付与するEnchantment（魔力系）のMagical Artsと総称される4つの系統に分類される。その効力は、Fire（火と熱）、Water（水と冷気）、Earth（大地と肉体）、Air（空気と電撃）、Life（生命の力）、Death（死と破壊）、Mind（精神の力）、Spirit（純粋な霊力）というMagical Elementsと総称される8つの要素の1つ以上に依存する。例えばResist Fire（耐火）の呪文は、Fireの強さで防御率が上下し、Lifeの強さで持続時間が伸縮する……といった具合である。なお、巻物やポーションなどのアイテムを消費することで、呪文と同じ効果が一定程度は得られる。HPの低いキャラクターではダメージをSPで肩代わりするmana shield（Enchantment / Spirit）の魔法が大きな助けとなる。また、鎧などの動きの邪魔になるような防具を装備していると呪文に失敗することがある。

## サービスの中断と再開
2001年にアルファ公開、2002年からベータテストを続けていたが、2011年4月からサーバーがシャットダウンしサービス停止状態となった。
2013年4月には開発者であるSteveがredditにページを設け、クラウドベースでモバイル端末に適合したWyvernの構想を投稿するなどの意欲を見せたが、2013年11月の投稿でWyvernに関する権利がSteveの手になく、サービスの再開はおろかオープンソース化することすら不可能なことを明らかにした。
その後もSteveはWyvernの権利者と交渉を続け、2016年12月、権利を取り戻したSteveは新たにスマートフォン向けゲームとしてiOSに対応したWyvernを公開し、2019年現在まで稼働している。

## 注
1. ↑  http://reddit.com/r/wyvernrpg
2. ↑  http://www.reddit.com/r/wyvernrpg/comments/1re608/final_update_on_wyvern/